# Max Kilman
Max Kilman (Chelsea, Londres, Inglaterra, 23 de mayo de 1997) es un futbolista británico que juega en la demarcación de defensa para el West Ham United F. C. de la Premier League.

## Trayectoria
Se formó en las canteras del Fulham y del Gillingham, pero empezó a jugar a nivel absoluto en el Welling United de la Football Conference en la temporada 2014-15. Posteriormente jugaría en la National League con el Maidenhead United y en la Southern Football League con el Marlow. En paralelo a su actuación en clubes semiprofesionales, Kilman también jugó al fútbol sala para los clubes Genesis y Helvecia.
Se marchó al Wolverhampton Wanderers en agosto de 2018. El 4 de mayo de 2019 debutó con el primer equipo en un partido de Premier League contra el Fulham F. C. que finalizó con un resultado de 1-0 a favor del Wolverhampton tras el gol de Leander Dendoncker.
En julio de 2024, tras jugar más de 150 partidos con los Wolves y haber sido su capitán en la anterior temporada, fichó por el West Ham United F. C. con el que firmó por siete años.

## Selección nacional
Fue miembro de la selección de fútbol sala de Inglaterra entre 2015 y 2018, llegando a disputar 25 partidos oficiales. 
En mayo de 2021 recibió la ciudadanía ucraniana -ya que es hijo de un matrimonio de inmigrantes ucranianos-, pero no pudo incorporarse a la selección de fútbol de Ucrania al no ser habilitado por FIFA a causa de sus antecedentes internacionales en el fútbol sala.

## Estadísticas

### Clubes
Actualizado al último partido disputado el 9 de noviembre de 2024.
| Club                                     | Div.          | Temporada     | Liga  | Liga  | Copas nacionales | Copas nacionales | Copas internacionales | Copas internacionales | Total | Total |
| Club                                     | Div.          | Temporada     | Part. | Goles | Part.            | Goles            | Part.                 | Goles                 | Part. | Goles |
| ---------------------------------------- | ------------- | ------------- | ----- | ----- | ---------------- | ---------------- | --------------------- | --------------------- | ----- | ----- |
| Maidenhead United F. C. Inglaterra       | 5.ª           | 2017-18       | 32    | 1     | 5                | 0                | —                     | —                     | 37    | 1     |
| Maidenhead United F. C. Inglaterra       | 5.ª           | 2018-19       | 1     | 0     | 0                | 0                | —                     | —                     | 1     | 0     |
| Maidenhead United F. C. Inglaterra       | Total club    | Total club    | 33    | 1     | 5                | 0                | 0                     | 0                     | 38    | 1     |
| Wolverhampton Wanderers F. C. Inglaterra | 1.ª           | 2018-19       | 1     | 0     | 0                | 0                | —                     | —                     | 1     | 0     |
| Wolverhampton Wanderers F. C. Inglaterra | 1.ª           | 2019-20       | 3     | 0     | 3                | 0                | 5                     | 0                     | 11    | 0     |
| Wolverhampton Wanderers F. C. Inglaterra | 1.ª           | 2020-21       | 18    | 0     | 2                | 0                | —                     | —                     | 20    | 0     |
| Wolverhampton Wanderers F. C. Inglaterra | 1.ª           | 2021-22       | 30    | 1     | 4                | 0                | —                     | —                     | 34    | 1     |
| Wolverhampton Wanderers F. C. Inglaterra | 1.ª           | 2022-23       | 37    | 0     | 4                | 0                | —                     | —                     | 41    | 0     |
| Wolverhampton Wanderers F. C. Inglaterra | 1.ª           | 2023-24       | 38    | 2     | 6                | 0                | —                     | —                     | 44    | 2     |
| Wolverhampton Wanderers F. C. Inglaterra | Total club    | Total club    | 126   | 3     | 19               | 0                | 5                     | 0                     | 150   | 3     |
| West Ham United F. C. Inglaterra         | 1.ª           | 2024-25       | 11    | 0     | 2                | 0                | —                     | —                     | 13    | 0     |
| West Ham United F. C. Inglaterra         | Total club    | Total club    | 11    | 0     | 2                | 0                | 0                     | 0                     | 13    | 0     |
| Total carrera                            | Total carrera | Total carrera | 170   | 4     | 26               | 0                | 5                     | 0                     | 201   | 4     |